# Giuseppe Perissinotto
Giuseppe Pasquale Perissinotto, também conhecido como José Perissinotto, (Veneza, na Itália, 17 de abril de 1881 – São Paulo, 5 de abril de 1965) foi um pintor, desenhista e professor.
Mudou com a família para o Brasil quando tinha 10 anos. Todos se erradicaram no país e moraram em Brotas, no interior de São Paulo.
Aos 18 anos, voltou à Itália para estudar arte, nas cidades de Veneza e Florença. Após concluir o curso, retornou ao Brasil definitivamente, onde fundou uma Escola de Desenho e Pintura na região do Brás, na cidade de São Paulo.
Foi o responsável pela decoração do teto circular do Cine Teatro Oberdan, na capital paulista, que hoje não existe mais. Lecionou no Liceu de Artes e Ofícios de São Paulo.
Por muito tempo, Perissinotto não teve um grande reconhecimento por sua arte. Foi redescoberto em 1973 pelo escritório de arte Renato Magalhães Gouveia, que organizou uma expressiva exposição sobre o artista, sob o patrocínio do Grupo União de Bancos.

## Biografia
Giuseppe Perissinotto chegou ao Brasil aos 10 anos de idade, junto de sua família. No país, adotou o nome José Perissinotto, apesar de não usá-lo em sua carreira. Em Brotas, onde residiram, seu pai trabalhou como construtor e, durante a infância e a adolescência de Giuseppe, este foi o seu auxiliar, mostrando boas habilidades para a profissão. Na horas vagas, fazia desenhos com cópias de estampas.
Aos 18 anos, porém, ele decidiu voltar à Itália, contrariado pela família, afim de estudar arte e pintura. Ingressou no Instituto de Belas Artes de Veneza em 1902. No ano seguinte, o artista seguiu para Florença, onde se formou na Academia de Belas Artes, em 1906, com três medalhas de mérito. Na instituição, foi aluno de Giovanni Fattori, importante artista da pintura italiana Ottocento, do ilustrador Adolfo de Carolis e de D'Annunzio.
Em 1912, voltou definitivamente ao Brasil, fazendo pinturas de paisagens e figuras de marinhas e natureza morta, já sendo reconhecido pela classe artística paulistana. Neste mesmo ano, Perissinotto teve sua primeira mostra individual, no Liceu de Artes e Ofícios de São Paulo.
Casou-se aos 33 anos, em 1914, com a argentina Emma Paola Perissinotto, que faleceu em 1977. Juntos, tiveram três filhas: Sara, Izelda e Alda, esta última já falecida.
Durante a carreira, viajou a muitos lugares do Brasil, tendo visitado as cidades do Rio de Janeiro, Belo Horizonte, Curitiba, Porto Alegre e Pelotas, entre muitas outras. Ele usava as viagens não apenas como inspiração, mas para, de fato, transformar paisagens pelas quais passava em pinturas.
Em 1919, Giuseppe Perissinotto fundou uma Escola de Desenho e Pintura na região do Brás, na cidade de São Paulo. Neste período, foi professor de Angelo Simeone, pintor paisagista que carrega influências de Giuseppe por toda a carreira, além de se tornar um amigo muito próximo do artista.
A partir de 1920, o pintor começa a conviver com Enrico Manzo, Souza Pereira, Orlando Tarquinio, Ataíde Gonçalves, entre outros, núcleo de artistas que serão responsáveis por tirar do papel e criar o Salão Paulista de Belas Artes.
Um dos trabalhos mais aclamados de Giuseppe Perissinotto foi a decoração do teto circular do Cine Teatro Oberdan, no ano de 1928, na cidade de São Paulo. A escolha do artista aconteceu por meio de um concurso, no qual concorreram outros quatro pintores. A conservação do trabalho, porém, não foi bem sucedida e, aos poucos, perdeu sua beleza. No fim, o edifício foi demolido e a obra foi destruída junto.
Na década de 30, apesar de manter a mesma rotina de viagens e pinturas de paisagens, sem grandes inovações, Perissinotto recebeu prêmios importantes 1938 e 1942, no Salão Paulista de Belas Artes.
Quando ficou mais velho, após a década de 40, o artista deixou um pouco de lado as viagens pelo Brasil e, consequentemente, as pinturas paisagistas, para focar em obras de natureza morta e retratos.
Em 1965, aos 84 anos de idade, Giuseppe Perissinotto faleceu, em São Paulo. Depois de sua morte, o pintor foi redescoberto e teve diversas exposições póstumas de suas obras.

## Obra e principais exposições
No início da carreira, Giuseppe Perissinotto usava cores mais escuras e densas em seus quadros. Depois, porém, elas clarearam. Seu estilo de pincelada nervoso, um dos aspectos que comprovam que suas obras eram feitas ao ar livre. Por este motivo, seus quadros tinham dimensões pequenas, para que ficasse mais fácil de carregá-los.
Nos quadros que retratavam paisagens, o artista não demonstrava grande preocupação com os desenhos, que eram pouco definidos nas obras. Nestes, a maior preocupação era sempre a harmonia entre as diversas cores usadas. Já nas pinturas de natureza morta, talvez por serem modelos sempre parados, havia uma maior preocupação em relação ao desenho.
E 1977, um dos quadros mais famosos de Giuseppe, "Passeio na Cantareira", óleo sobre madeira, criado por volta de 1945, foi doado à Pinacoteca do Estado de São Paulo por suas duas filhas, Sara e Izilda Perissinotto. Neste quadro, o artista retratou duas mulheres, sem muitos detalhes nos rostos, sentadas embaixo de uma grande árvore. As cores usadas na paisagem são bastante realistas, mas prevalece na pintura um tom esverdeado, em harmonia com o marrom usado para retratar o tronco da árvore e a terra do chão sobre a qual as mulheres estão sentadas. No mesmo ano, também fora doadas à Pinacoteca do Estado de São Paulo, as obras: "Bom Jesus de Pirapora", "Estudo de nu" e "Natureza-morta com frutas e flores".
Dentre as obras mais conhecidas do artista, também estão "Natureza-Morta", "Rua" e "Carro de Bois". No total, Giuseppe Perissinotto pintou mais de 2000 quadros, entre as obras de paisagem, retratos, figuras e naturezas mortas.

### Exposições
Principais exposições de Giuseppe Perissinotto:
- 1912-1913 – Liceu de Artes e Ofícios, São Paulo.
- 1922 – Palácio das Indústrias, São Paulo.
- 1925 e 1927 – Exposição Geral de Belas Artes, Rio de Janeiro.
- 1948 – Escola de Música e Belas Artes do Paraná, Curitiba, PR.
- 1938, 1942, 1951 e 1954 – Salão Paulista de Belas Artes, São Paulo

#### Póstumas
Exposições póstumas:
- 1973 – Galeria Seta, São Paulo.
- 1981 – Renato Magalhães Gouvêa Escritório de Arte, São Paulo.
- 1989 – Itaúgaleria, São Paulo.
- 1995 – FIEO, Osasco, São Paulo.
- 1998 – Museu da Casa Brasileira, São Paulo.
- 2003 – Sociarte, São Paulo.
- 2004 – Casa Andrade Muricy, Curitiba.

## Análise
Apesar de nunca ter sido um dos artistas mais populares da época, a obra de Giuseppe Perissinotto sempre foi bastante respeitada. Os quadros eram muito bem aceitos e a imprensa sempre noticiava suas exposições com elogios. Suas pinturas mais aclamadas sempre foram as feitas ao ar livre, paisagistas, e que possuíam louváveis harmonizações de cores. Na paisagem, em geral, mostrava-se, também, a preocupação do artista ao retratar a luz nos quadros.
O paisagismo de Giuseppe tinha fortes traços impressionistas, movimento com o qual mais se identificava. Ele, aliás, foi um dos únicos artistas no Brasil que se mantiveram fiéis a um único movimento artístico durante toda a carreira. Por este motivo, Perissinotto ficou conhecido por sua resistência a qualquer nova tendência de arte contemporânea. O autor José Roberto Leite afirmou que ele fez parte de uma seleta classe de artistas de um século passado que prolongaram seu modo de ver ao século seguinte, por isso sendo considerado até mesmo marginalizado no meio cultural brasileiro da época, na qual o modernismo crescia desde a década de 20, assim como obras internacionalistas que chegavam às Bienais de São Paulo a partir da década de 1950. Por causa de tamanha resistência, inclusive, não participou da Semana de Arte de 1922, que aconteceu no Teatro Municipal de São Paulo.
A partir de 1945, quando já não se deslocava mais para pintar paisagens, Giuseppe Perissinotto se voltou a retratos e representações da natureza morta, tal qual como frutas e flores. Apesar a maior preocupação com a fidelidade de seus desenhos nestas obras, alguns estudiosos as julgam como contendo cores exageradas, ainda que mantendo o impressionismo. Por este motivo, são as obras paisagistas as mais aclamas pelo público e imprensa.